# Canoa/kayak ai XVII Giochi del Mediterraneo - K1 500 metri femminile
Le gare di canoa/kayak nella categoria K1 500 metri femminile si sono tenute il 28 giugno 2013 alla Seyhan Baraj Gölü di Adana.

## Calendario
Fuso orario EET (UTC+3).
| Data      | Ora   | Turno  |
| --------- | ----- | ------ |
| 28 giugno | 09:30 | Finale |

## Risultati
Le 7 atlete disputano direttamente la finale

### Finale
| Pos. | Atleta                  | Nazionalità | Tempo    | Corsia |
| ---- | ----------------------- | ----------- | -------- | ------ |
|      | Špela Ponomarenko Janić | Slovenia    | 1'52"447 | 3      |
|      | Sofia Magala Campana    | Italia      | 1'54"840 | 6      |
|      | Antonija Nađ            | Serbia      | 1'55"159 | 4      |
| 4    | Isabel María Contreras  | Spagna      | 1'55"603 | 5      |
| 5    | Alexandra Bardakli      | Grecia      | 2'04"885 | 7      |
| 6    | Afef Ben Ismail         | Tunisia     | 2'09"663 | 1      |
| 7    | Hilal Avcı              | Turchia     | 2'09"851 | 2      |